# Henry Castaing
Pour les articles homonymes, voir Castaing.
Henry André Castaing, né le 24 novembre 1895 à Lannemezan et mort le 23 février 1961 à Paris 16e, est un artiste et un commissaire de police. Résistant, il poursuivit une carrière dans l'administration préfectorale et la haute administration après la guerre.

## Biographie
Fils de policier (son père est contrôleur général de la police des chemins de fer), Henry Castaing se destine d'abord aux arts. Il est élève de l'École des beaux arts de Paris et expose au Salon des indépendants des aquarelles et des dessins de 1927 à 1929. Cette disposition artistique lui permettra même d'échapper à l'arrestation pendant la guerre. Après avoir participé comme volontaire à la Première Guerre mondiale, il entre malgré tout dans la police en 1920.

### Policier
La carrière de policier d'Henry Castaing débutée en 1920 se prolonge jusqu'en 1944 :
- 1920 : Inspecteur stagiaire à la brigade mobile (Police judiciaire) de Lyon
- 1921 : Inspecteur à la brigade mobile de Montpellier
- 1922 : Élève commissaire
- 1923 : Commissaire de 4e Classe à Orléans
- 1923 : Commissaire à Frontignan
- 1923 - 1925 : Commissaire à Commercy
- 1925 : Commissaire à Cahors
- 1925 - 1934 : Commissaire à la Direction de la Sûreté générale (Paris)
- 1934 - 1936 : Commissaire à Saint-Germain-en-Laye
- 1936 : Chef de la Sureté à Versailles
- 1937 : Mis à la disposition du Préfet des Pyrénées-Orientales
- 1938 - 1941 : Affecté au contrôle technique (Écoutes téléphoniques)
- 1941 - 1943 : Commissaire à Lons-le-Saulnier
- 1943 : Chef des Renseignements généraux à Guéret (Commissaire principal)
- 16 mai 1944 : Révoqué par le régime de Vichy (entrée dans la clandestinité)
- 25 août 1944 : Radié des cadres de la Sûreté générale (nommé préfet de la Creuse)
- Du 30 octobre 1952 au 1er avril 1958 : Directeur de la Police judiciaire (Direction générale de la Sûreté nationale)

### Résistant

Découpage de la France après l'Armistice

#### Les réseaux d'évasion
Henry Castaing entre en résistance très tôt. Il est immatriculé comme agent p. 1 de la France libre en décembre 1940. Commissaire à Lons-le-Saulnier en 1941, il organise, en liaison avec le 2e bureau maintenu en zone libre, un réseau d'évasion de prisonniers belges et luxembourgeois vers l'Espagne. Il réussit à obtenir les renseignements nécessaires sur les patrouilles surveillant la ligne de démarcation, grâce à un officier allemand qu'il soudoie.
Parallèlement, il met en place un réseau de soutien et d'évasion de familles juives vers la Suisse et l'Espagne. Selon son témoignage recueilli en août 1945, 3 000 familles juives sont sauvées par son réseau entre 1941 et 1943.
Ses activités ayant été repérées, il est arrêté par la Gestapo début 1943. Libéré faute de preuves, il doit quitter rapidement son affectation. Grâce à ses relations, il se fait nommer Commissaire spécial des renseignements généraux à Guéret en janvier 1943.

#### Kaolinet le réseau Ajax
Dès son arrivée dans sa nouvelle affectation, il met en place, sous le pseudonyme de Kaolin, un réseau régional affilié au réseau AJAX d'Achille Peretti. Son réseau noyaute rapidement son service des renseignements généraux, le commissariat de Guéret, la gendarmerie, la préfecture et plusieurs services dont les PTT. Il prend les premiers contacts avec l'École de la Garde et le réseau Alliance. Son action complétée par le service NAP des MUR, dirigé successivement par Émile Labetoule, puis Albert Fossey-François et d'autres groupes de résistants, permet la mise en place d'une véritable administration parallèle dans le département. Cette organisation permet d'éviter de nombreuses arrestations de Résistants ou de Juifs réfugiés en Creuse.
Son action ne passe pas inaperçue. Les services de la Milice, qui le surveillent et lui sont systématiquement hostiles, tentent d'infiltrer son service. À la suite d'une opération d'interception de miliciens, menée conjointement par son service et des éléments de l'AS, il est contraint d'entrée en clandestinité en mai 1944. Il est révoque par le gouvernement de Vichy le 16 mai 1944.

Carte détaillée du département de la Creuse avec ses réseaux routier et hydrologique principaux

Dans le maquis, il réorganise le service de renseignement des MUR. Parallèlement, il poursuit son action dans le réseau AJAX. Son réseau s'étend en juillet 1944 de l'Indre au nord de la France. Grâce à son talent de dessinateur, il échappe à l'arrestation à Vieilleville en juillet 1944. En effet, il justifie sa présence en ce lieu par son activité supposée de dessinateur. Il fait à cette occasion le portrait du chef du groupe de la Gestapo qui est venu de Limoges procéder aux interpellations.
Après son retour à Guéret, lors de la première libération de la ville le 7 juin 1944, il reprend le maquis et se réfugie dans la région de Fresselines jusqu'au 25 août 1944, jour de la Libération officielle du département.

### Haut fonctionnaire
Les troupes d'occupations et les miliciens ayant quitté définitivement Guéret dans la nuit du 24 au 25 août 1944, les troupes du maquis et de l'école de la Garde investissent la ville dès le lever du jour. Le chef départemental des FFI de la Creuse, le lieutenant-colonel Albert Fossey-François investit la préfecture à 8h30 et remet les pouvoirs aux autorités civiles à 10h30. Henry Castaing devient le nouveau préfet de la Creuse.
Cette nomination entraîne une violente polémique avec l'ancien préfet Vasserot. L'éviction de l'ancien préfet, pourtant membre du réseau AJAX et préfet résistant le 7 juin 1944, est officiellement due à son manque de combativité au cours des mois de répression. La nomination de Castaing est apparemment validée par Claude Bouchinet-Serreulles, chargé pour la Délégation générale de la France Libre de la mise en place des nouvelles autorités dans la zone sud. Il est confirmé dans cette fonction par le commissaire de la République Pierre Boursicot lors de sa visite officielle à Guéret le 14 septembre 1944.
Henry Castaing va donc s'atteler, avec l'aide du CDL, aux urgences du moment. Le ravitaillement est à organiser. Il faut également remettre en état de fonctionnement les pouvoirs publics et les communications. Enfin, il faut mener a bien l'épuration nécessaire pour sanctionner les collaborateurs tout en préservant les formes de la Justice. C'est un savant équilibre que doit maintenir le nouveau préfet, en intégrant les différentes revendications, parfois divergentes, qui sont exprimées en cette période troublée. Entre autres difficultés, le préfet doit veiller à la bonne administration de deux camps d'internement : La Pigue et Granchet.
Il exerce la fonction de préfet de la Creuse jusqu'au 2 février 1949, date de sa  mutation dans l'Allier. Il retrouve ensuite les services du ministère de l'intérieur en 1952, en tant que Directeur de la Police Judiciaire. Il est conseiller technique au cabinet des Présidents du Conseil d'avril à juillet 1958. Revenu au ministère de l'Intérieur, il demande à être mis en disponibilité pour être candidat SFIO dans la 4e circonscription (Vichy) de l'Allier lors des élections législatives de novembre. Il n'est pas élu. Il prend sa retraite le 7 janvier 1959, et s'adonne à sa passion pour la peinture et l'illustration jusqu'à la fin de sa vie.

## Décorations
- Chevalier de la Légion d'honneur
- Croix de guerre 1939–1945 (2 citations)
- Médaille de la Résistance française

## Personnalités
- Albert Fossey-François, alias François, chef départemental des FFI de la Creuse.
- Roger Cerclier, alias Jean-Pierre, chef départemental des MUR de la Creuse. Président du CDL en 1944). Député SFIO de la Creuse (1945 - 1950)
- Pierre Boursicot alias Corme, commissaire de la République (préfet de région) de la région R5 à la Libération.

## Évènements
- Libération de Guéret
- Massacre du bois du Thouraud
- Massacre de Combeauvert
- Massacre d'Argenton-sur-Creuse
- Évènements de Saint-Amand-Montrond (Rubrique histoire de la ville)